# Draft NFL 1973
Il Draft NFL 1973 si è tenuto dal 30 al 31 gennaio 1973. Ognuna delle 26 squadre della NFL ebbe 17 selezioni per un totale di 442 chiamate.

## Primo giro
|  | = Pro Bowler |  | = Hall of Famer |

| Scelta # | Squadra                                                          | Giocatore         | Ruolo            | College                  |
| -------- | ---------------------------------------------------------------- | ----------------- | ---------------- | ------------------------ |
| 1        | Houston Oilers                                                   | John Matuszak     | Defensive end    | Tampa                    |
| 2        | Baltimore Colts (Dai New Orleans Saints)                         | Bert Jones        | Quarterback      | LSU                      |
| 3        | Philadelphia Eagles                                              | Jerry Sisemore    | Offensive tackle | Texas                    |
| 4        | New England Patriots                                             | John Hannah       | Guard            | Alabama                  |
| 5        | St. Louis Cardinals                                              | Dave Butz         | Defensive tackle | Purdue                   |
| 6        | Philadelphia Eagles (Dai San Diego Chargers)                     | Charle Young      | Tight end        | USC                      |
| 7        | Buffalo Bills                                                    | Paul Seymour      | Tight End        | Michigan                 |
| 8        | Chicago Bears                                                    | Wally Chambers    | Defensive end    | Eastern Kentucky         |
| 9        | Denver Broncos                                                   | Otis Armstrong    | Running back     | Purdue                   |
| 10       | Baltimore Colts                                                  | Joe Ehrmann       | Defensive tackle | Syracuse                 |
| 11       | New England Patriots (Dai Los Angeles Rams)                      | Sam Cunningham    | Fullback         | USC                      |
| 12       | Minnesota Vikings                                                | Chuck Foreman     | Running back     | Miami (FL)               |
| 13       | New York Jets                                                    | Burgess Owens     | Defensive back   | Miami (FL)               |
| 14       | Houston Oilers (Dagli Atlanta Falcons)                           | George Amundson   | Running back     | Iowa State               |
| 15       | Cincinnati Bengals                                               | Isaac Curtis      | Wide receiver    | San Diego St.            |
| 16       | Cleveland Browns (Dai New York Giants)                           | Steve Holden      | Wide receiver    | Arizona State University |
| 17       | Detroit Lions                                                    | Ernie Price       | Defensive end    | Texas A&I                |
| 18       | San Francisco 49ers                                              | Mike Holmes       | Defensive back   | Texas Southern           |
| 19       | New England Patriots (Dai Chicago Bears)                         | Darryl Stingley   | Wide receiver    | Purdue                   |
| 20       | Dallas Cowboys                                                   | Billy Joe Dupree  | Tight end        | Michigan State           |
| 21       | Green Bay Packers                                                | Barry Smith       | Wide receiver    | Florida State            |
| 22       | Cleveland Browns                                                 | Pete Adams        | Offensive tackle | USC                      |
| 23       | Oakland Raiders                                                  | Ray Guy           | Punter           | Southern Miss            |
| 24       | Pittsburgh Steelers                                              | J.T. Thomas       | Defensive back   | Florida State            |
| 25       | San Diego Chargers (Dai Washington Redskins via Baltimore Colts) | Johnny Rodgers    | Wide receiver    | Nebraska                 |
| 26       | Buffalo Bills (Dai Miami Dolphins)                               | Joe DeLamielleure | Guard            | Michigan State           |

## Hall of Fame
All'annata 2012, tre giocatori della classe del Draft 1973 sono stati inseriti nella Pro Football Hall of Fame:
- John Hannah, Guardia da Alabama, scelto come quarto assoluto dai New England Patriots.

Induzione: Professional Football Hall of Fame, classe del 1991.
- Dan Fouts Quarterback dalla University of Oregon, scelto nel terzo giro dai San Diego Chargers.

Induzione: Professional Football Hall of Fame, classe del 1993.
- Joe DeLamielleure, Guardia da from Michigan State scelto come 26º assoluto dai Buffalo Bills.

Induzione: Professional Football Hall of Fame, classe del 2003.
- Ray Guy: Punter dalla University of Southern Mississippi scelto come 23º assoluto dagli Oakland Raiders.

Induzione: Professional Football Hall of Fame, classe del 2014.